# Valcuende
Valcuende es una localidad española perteneciente al municipio de Valderrueda, en la parte nororiental de la provincia de León, comunidad autónoma de Castilla y León. Según el INE de 2012, cuenta con 7 habitantes.

### Patrimonio etnológico

#### Brujería
Valcuende siempre ha tenido una vinculación especial con la brujería: además de que el evocador paraje del Erro un par de kilómetros aguas arriba del arroyo, desprende un misterio intrínseco; el proceso de una docena de mujeres de la aldea vecina de San Pedro de Cansoles, acusadas (y abrasadas) de brujería en el auto de fe de Valladolid en el siglo XVI, ha creado impronta en Valcuende...

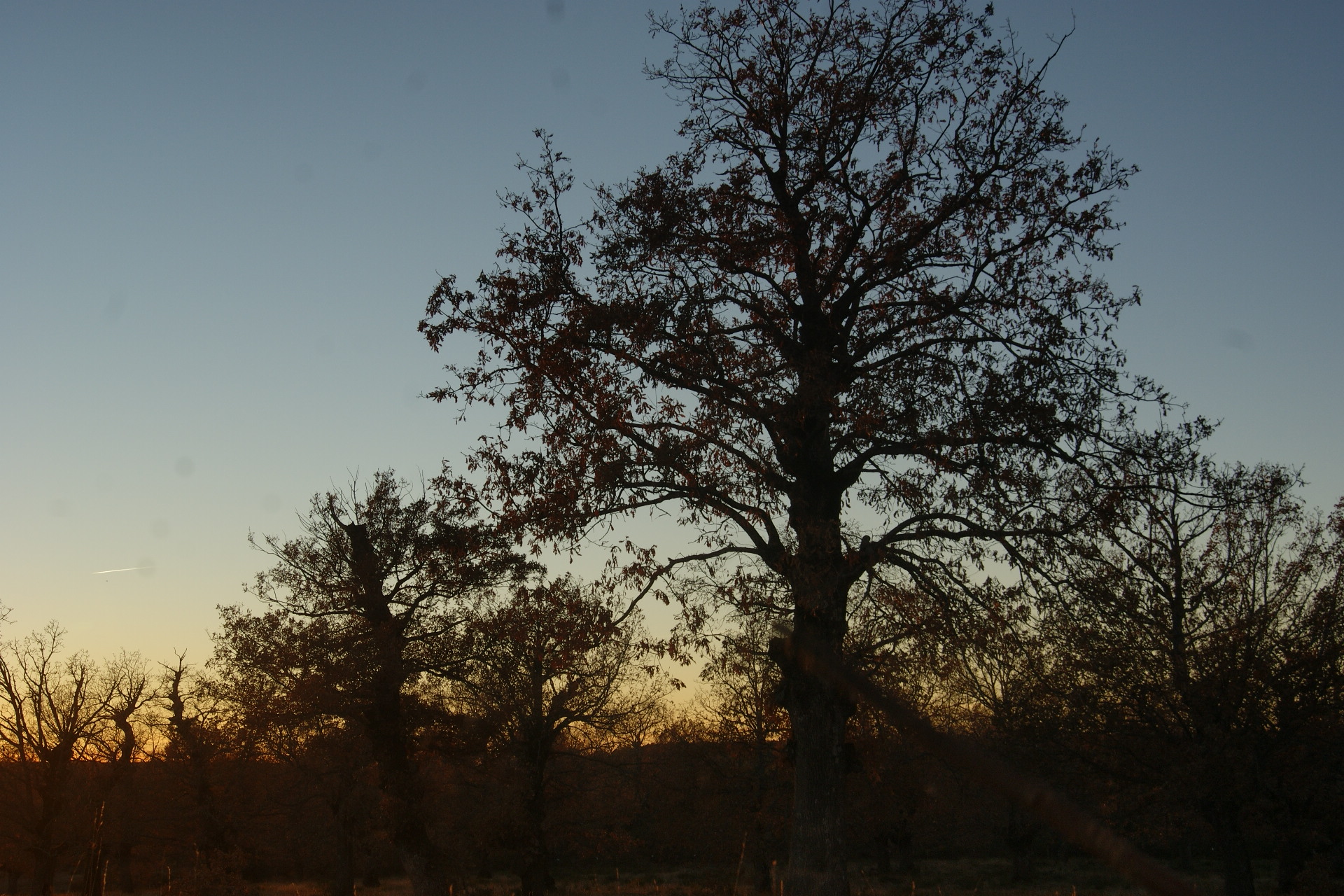
Melojos de Valcuende

Parajes muy potentes: Erro: donde se sitúa la cueva donde moraban las brujas y verdadera puerta a la montaña; la campa del sol donde se detuvo la columna de la legión romana que posteriormente ascendió hasta las fuentes tamáricas sometiendo los castros de este pueblo cántabro; pasando por la Cruz del Jabalí, donde, según la leyenda, danzaban las brujas en las noches de luna llena entre añosos robles...

#### Ramo leonés
El Ramo leonés de Navidad es una tradición leonesa anterior al cristianismo, al igual que la Lucha Leonesa, o de los Bolos Leoneses, es anterior a la invasión y romanización del territorio por los romanos. 
Es decir, esta costumbre, hay que situarla dentro de los ritos de fecundación de la tierra. Una costumbre pagana muy común en la prehistoria europea, que como el Mallo (o cantamisas), La Tarasca o la “Fogera de San Juan” han logrado sobrevivir hasta nuestros días, gracias a que se “guarecieron” en el interior de la iglesia, reconvirtiéndose en una costumbre cristiana.
Existen en el País Leonés, similares ritos paganos de fecundación, como Los Semadores de ceniza, o Aradores de la nieve, que como el caso de las Gumias, o los Guirrios, lograron sobrevivir, porque se refugiaron en el Carnaval, - Época donde todas las “desviaciones del recto proceder”, eran consentidas-.
Estos ritos paganos de fecundidad, no son exclusivos ni mucho menos del territorio leonés. Es más, parece que esta prehistórica costumbre, estaba muy extendida entre los pueblos indoeuropeos.
Aunque con menos profusión y variedad que en León, aparecen restos de estos antiguos ritos- “El Árbol Sagrado de la Vida” -en toda la península.
Todo parece indicar que el centroeuropeo, “Abeto de Navidad”, esta directamente emparentado con el “Ramo Leonés de Nadal”. .

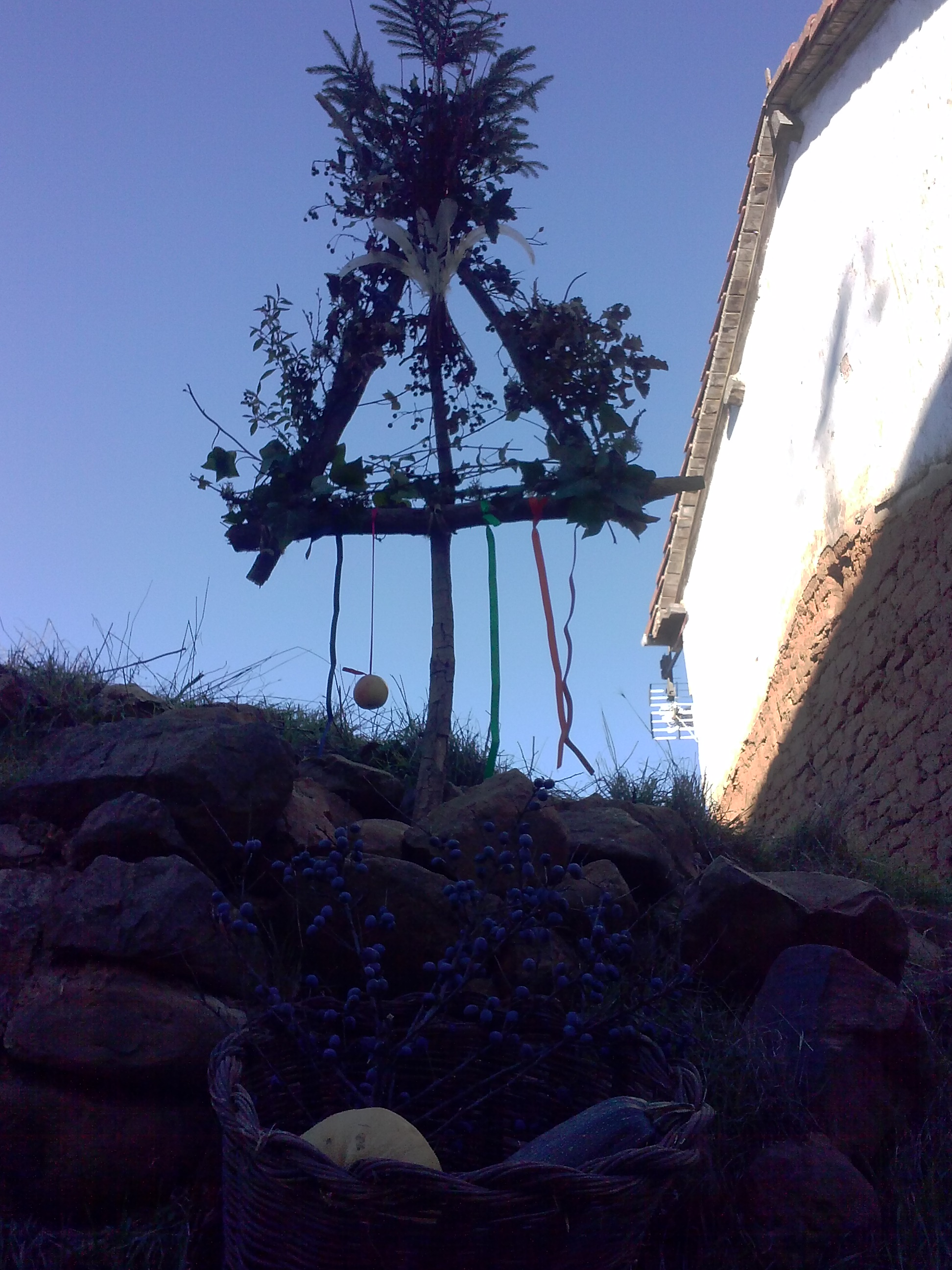
Ramo Leones de Navidad

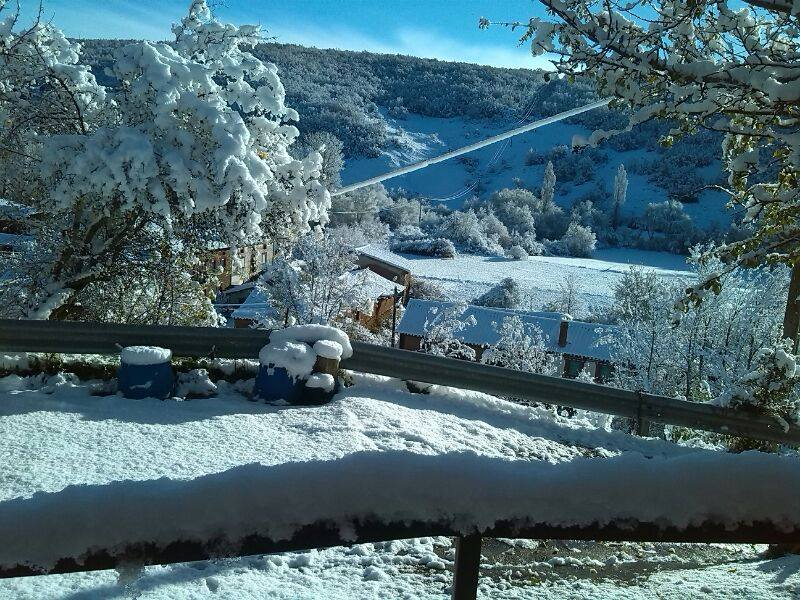
Nieve en Valcuende

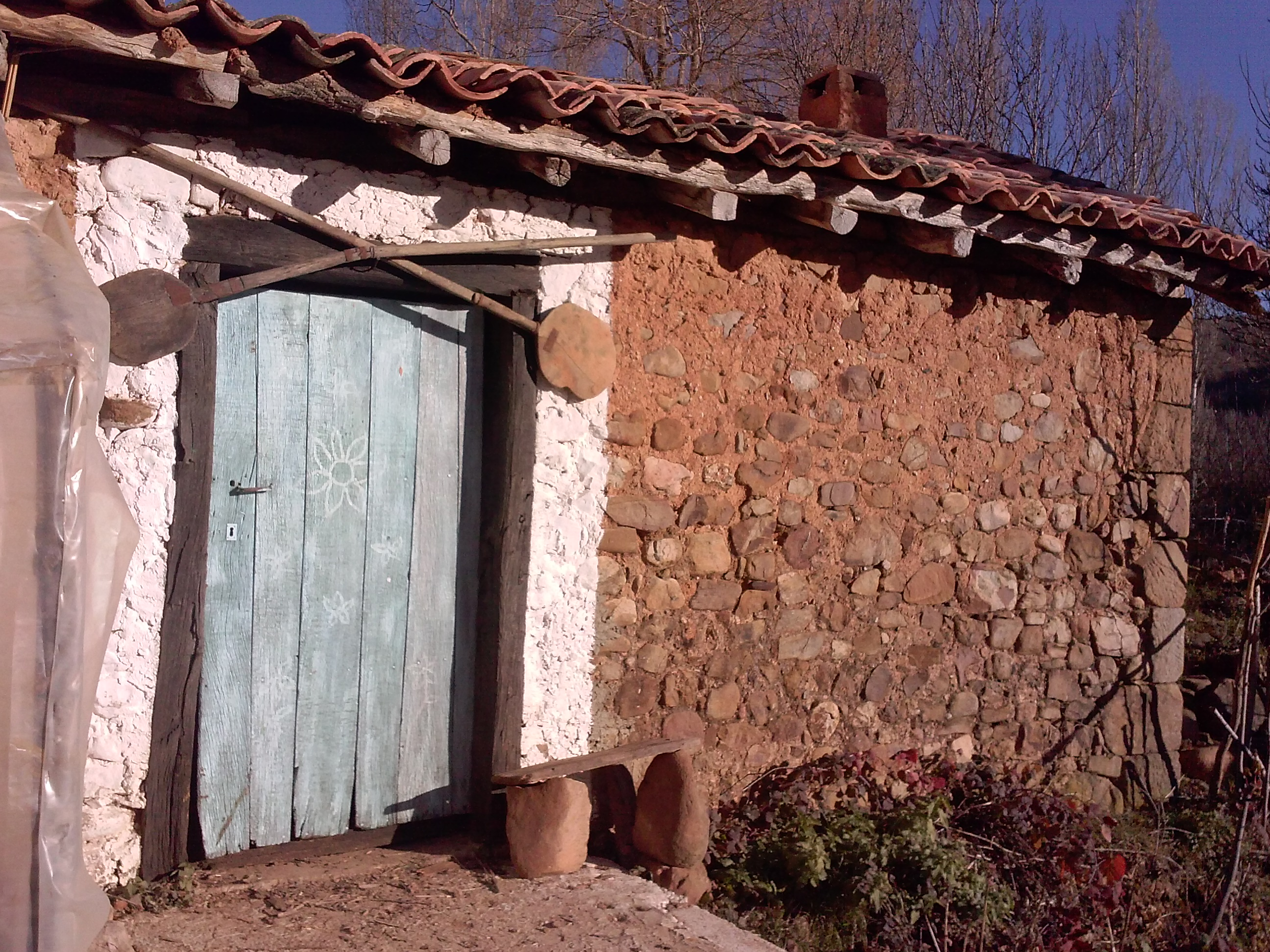
Hornera Tradicional

Probablemente la expansión de las costumbres latinas del Imperio Romano, así como la adopción de los ritos judeocristianos “arrinconaron” estas antiguas costumbres en los países más conservadores y/o peor comunicados con Roma.

## Comunicaciones

### Carreteras
- Carretera autonómica   CL-626  Guardo-La Magdalena.

### Ferrocarril
- Estación de tren de FEVE, correspondiente a la línea León-Bilbao del Ferrocarril de La Robla.[2]